# Risholm (Vårdö, Åland)
Risholm är en ö i Åland (Finland). Den ligger i Skärgårdshavet och i kommunen Vårdö i landskapet Åland, i den sydvästra delen av landet. Ön ligger omkring 29 kilometer nordöst om Mariehamn och omkring 260 kilometer väster om Helsingfors.
Öns area är 19,9 hektar och dess största längd är 0,7 kilometer i öst-västlig riktning. Ön höjer sig omkring 25 meter över havsytan.